# 穆基山 (奧永區)
10°40′09″S 76°41′34″W / 10.66917°S 76.69278°W
穆基山（Muki），是秘魯的山峰，位於該國中南部利馬大區，由奧永省的奧永區負責管轄，屬於安地斯山脈的一部分，該山峰海拔高度4,800米。